# Otwock
Otwock (polskt uttal: [ˈɔtfɔt͡sk]
 ( lyssna)) är en stad i Masoviens vojvodskap i centrala Polen. Den är belägen vid floden Świders utlopp i Wisła, cirka 23 kilometer sydost om centrala Warszawa. Angränsande städer till Otwock är Józefów och Karczew. Staden har 44 333 invånare (2021), på en yta av 47,31 km².

## Historia
Otwock är en stad med judisk historia. Vid den tysk-sovjetiska invasionen av Polen 1939 etablerade tyskarna ett getto i staden. Den judiska befolkningen deporterades till Treblinka och Auschwitz.